# Adam Ounas
Adam Ounas (en arabe : آدم أوناس), né le 11 novembre 1996 à Chambray-lès-Tours, est un footballeur international algérien. Il joue au poste de milieu offensif à Al-Sadd SC

## Biographie

### Jeunesse
Adam Ounas a été plongé dans le football dès son plus jeune âge par son père, Hadji Ounas, un ancien gardien de but. Il est originaire de Mostaganem, dans l'ouest algérien. Adam Ounas grandit à la cité du Sanitas, quartier sensible de Tours, en compagnie d'Abdou Diallo.
Il joue pour le Tours FC dès l’âge de cinq ans et ce pendant presque 10 ans avant d’intégrer le pôle espoirs de Châteauroux en U14.
Un an plus tard, non conservé par Châteauroux pour quelques égarements de jeunesse, il passe alors une année au Football club ouest tourangeau 37. C'est à cette période qu'il est repéré par Arnaud Vaillant, recruteur sur la région parisienne pour les Girondins de Bordeaux, et Yannick Stopyra lors d’un match de gala et qu'il signe aux Girondins.

### Girondins de Bordeaux (2013-2017)
Le 11 avril 2013, il s'engage avec les Girondins de Bordeaux pour un an en tant qu'aspirant. Le 26 avril 2014, il signe son premier contrat stagiaire pro de deux ans. Sa première saison au centre de formation des Girondins est une réussite malgré une élimination précoce en Gambardella contre Montpellier.
Ounas fait ses débuts chez les professionnels lors de la saison 2015-2016 le 4 octobre 2015. Il entre à la 72e minute et marque son premier but en ligue 1 lors de la défaite 3-2 à Lorient. Son entrée remarquée lui offre une place de titulaire pour le match suivant contre le Montpellier HSC, match fermé où il sera remplacé à la 59e minute. Par la suite, il sera remplaçant et rentre à la 77e minute lors de la défaite 0-1 contre le FC Sion en Ligue Europa le 22 octobre. Le match suivant en championnat, son entrée en jeu est remarquée, marquant le but de la victoire après seulement 11 minutes passées sur le terrain du Matmut-Atlantique face à Troyes AC . Révélation du début de saison, il signe son premier contrat professionnel le 10 décembre 2015 en récompense de son talent et de son investissement au quotidien. Il choisit alors de porter le numéro 22, en hommage à Pauleta.
Le 16 décembre 2015, lors d'une rencontre de Coupe de la Ligue contre l'AS Monaco (3-0), Ounas confirme son bon début en professionnel. Il ouvre le score en marquant un but splendide, dribblant par une accélération deux joueurs monégasques avant de conclure par une frappe limpide. Percutant, spontané et investi, il réalise un match de haut niveau.
Régulièrement titularisé, il est incontestablement la révélation de l'année dans son club. Ses prestations lui valent d'ailleurs un intérêt supposé de Manchester United. Il termine la saison 2015-2016 avec 6 buts à son actif dont 5 en championnat et 1 en Coupe de la Ligue.
Le 4 août 2016, Adam Ounas décide de rester aux Girondins de Bordeaux et ce malgré l'intérêt de grosses cylindrées européennes. Il prolonge même son contrat de deux années supplémentaires, soit jusqu'en juin 2021.

### SSC Naples (2017-2022)

#### Saison 2017-2018
Le 3 juillet 2017, il signe avec le SSC Naples pour une somme de 10 millions d'euros. Il étrenne pour la première fois ses nouvelles couleurs le 17 septembre, remplaçant José Callejón à la 66e minute de jeu lors de la réception de Bénévent (victoire 6-0). Sur la première partie de saison, il ne dispute que 87 minutes de jeu en Serie A et n'est titularisé qu'à une seule reprise lors des huitièmes de finale de Coupe d'Italie face à l'Udinese (victoire 1-0). Malgré ses lacunes au niveau tactique et son manque de régularité, son entraîneur Maurizio Sarri estime que cette passe difficile fait partie du chemin qu'est supposé suivre un joueur de vingt ans qui vient du championnat français et qui découvre la Serie A.
Il commence l'année 2018 par une nouvelle titularisation le 2 janvier en Coupe d'Italie mais son club est éliminé par l'Atalanta Bergame (défaite 1-2). Il connaît la première titularisation de sa carrière en Ligue Europa lors des seizièmes de finale aller. Il ouvre le score lors de cette rencontre mais le RB Leipzig s'imposera finalement 3 buts à 1. Lors du match retour, il restera sur le banc pour assister au succès insuffisant des siens (victoire 0-2). Son temps de jeu ne décolle toujours pas en championnat, Ounas ne disputant que deux minutes de jeu sur la deuxième partie de saison.

#### Saison 2018-2019
Début juillet 2018, il est annoncé du côté de Saint-Étienne, afin de remplacer Jonathan Bamba parti pour le LOSC, où un accord pour un prêt d'un an sans option d'achat aurait été trouvé. Néanmoins, et ce en dépit de la concurrence de José Callejon et Simone Verdi, Carlo Ancelotti le convainc de rester en Italie. Sur la première partie de saison, il prend part cette fois à huit rencontres de championnat, en débutant quatre. Il inscrit son premier but en Serie A le 7 octobre 2018, ouvrant le score dès la 3e minute face à Sassuolo (8e journée, victoire 2-0).
Lors de la phase retour, il participe à dix rencontres mais n'en commence que deux. Il connaît sa première titularisation de la saison en coupe d'Europe le 21 février 2019. Reversé en Ligue Europa et après un succès 1-3 au match aller, il est titularisé lors du match retour pour la réception du FC Zurich (victoire 2-0). À cette occasion, il est impliqué sur les deux buts de son équipe, délivrant une passe décisive et trouvant lui-même le chemin des filets. Néanmoins, lors des huitièmes et des quarts de finale, il ne disputera que 17 minutes de jeu.

### Prêt à l'OGC Nice (2019-2020)
Le 30 août 2019, il est prêté à l'OGC Nice. Le prêt s'avère payant (2,2 millions d'euros), avec une option d'achat de 25 millions d'euros, et un pourcentage à la plus-value de 30 %.
Il dispute ses premières minutes de jeu sous ses nouvelles couleurs le 1er septembre 2019, lors de la quatrième journée de Ligue 1, à l'occasion d'un déplacement à Rennes (victoire 1-2), remplaçant Arnaud Lusamba à la 75e minute. Le 21 septembre, lors de la sixième journée, il délivre sa première passe décisive en faveur de son coéquipier Kasper Dolberg, à l'occasion de la réception de Dijon (victoire 2-1).

### Prêt à Cagliari (première partie de saison 2020-2021)
Il est prêté à Cagliari où en sept rencontres dont cinq de championnat et deux de coupe, il inscrit un but en coupe.

### Prêt à Crotone (deuxième partie de saison 2020-2021)
Au mercato hivernal, il est rappelle et prêté au FC Crotone.

### LOSC (2022-2024)

#### Saison 2022-2023
Le 1er septembre 2022, il est transféré au LOSC pour 3 millions d'euros. Il signe un contrat de 2 ans avec une option pour une année supplémentaire. Le 17 Septembre 2022 , il inscrit son premier but face à Toulouse FC. Le joueur a réalisé une première saison plutôt décevante puisqu’il a subi beaucoup de blessures et il n’aura inscrit qu’un seul but.

#### Saison 2023-2024
La saison suivante, il inscrit un but face à FC Nantes pour son premier match de la saison. En août 2023, il est gêné à la cuisse et manque cinq rencontres de Ligue 1. Le 8 octobre 2023, il fait son retour face au RC Lens (8e journée, 1-1). Il est de retour dans le onze face au Slovan Bratislava en Ligue Europa Conférence (victoire 2-1). Il ne jouera cependant que quelques minutes de jeu dans les prochains matches du championnat. Il fera une bonne entrée face au Paris SG malgré le peu de temps de jeu.
Après la CAN 2023, il revient en force face au Clermont Foot 63 où il réalise une bonne performance. En avril 2024, jugé hors de forme par son entraîneur Paulo Fonseca, il est invité à terminer sa saison avec la réserve du LOSC.

### Sélections nationales

#### Équipe de France
Adam Ounas est international français des moins de 20 ans. Il compte deux sélections avec cette équipe, la première le 11 novembre 2015 contre l'équipe d'Angleterre (victoire 4-3), et la seconde le 24 mars 2016 face à la Tchéquie (victoire 0-2).

#### Équipe d'Algérie
Il décide finalement de rejoindre l’équipe nationale algérienne et assiste des tribunes à la rencontre des Fennecs à Blida face au Cameroun le 9 octobre 2016, comptant pour les éliminatoires de la Coupe du monde 2018, qui aura lieu en Russie. Il est appelé en sélection algérienne dès la rencontre suivante, puisque le sélectionneur Georges Leekens l'intègre dans sa liste pour le déplacement au Nigeria du 12 novembre. Lors de ce match, Adam Ounas entre en jeu à la 50e minute, en remplacement de Youcef Atal, blessé. L'Algérie s'incline sur le score de 0-1.
En 2019, il est retenu par le sélectionneur algérien Djamel Belmadi afin de participer à la Coupe d'Afrique des nations 2019 organisée en Égypte. Lors de cette compétition, il joue trois matchs. Il se met en avant en inscrivant un doublé et en délivrant une passe décisive contre la Tanzanie lors du dernier match de la phase de poule. En huitièmes, il inscrit un nouveau but contre la Guinée. L'Algérie est sacrée championne d'Afrique en battant le Sénégal en finale, avec un Adam Ounas sur le banc.
En janvier 2022, Il fait partie des joueurs sélectionnés pour participer à la Coupe d'Afrique des nations 2021 où L'Algérie sort dès le premier tour. Le 29 décembre 2023, il est retenu dans la liste des vingt-sept joueurs algériens sélectionnés par Djamel Belmadi pour disputer la Coupe d'Afrique des nations 2023.

### Vie privée
Il est marié à Sarah Boucebha depuis le 6 juin 2016, le couple a deux enfants, Ayden né le 23 mai 2018 et Alma née le 4 août 2020.

## Statistiques

### En club
| Saison                | Club                       | Championnat           | Championnat | Championnat | Championnat | Coupe nationale | Coupe nationale | Coupe nationale | Coupe de la Ligue | Coupe de la Ligue | Coupe de la Ligue | Compétition(s) continentale(s) | Compétition(s) continentale(s) | Compétition(s) continentale(s) | Compétition(s) continentale(s) | Autres compétitions | Autres compétitions | Autres compétitions | Autres compétitions | Total | Total | Total |
| Saison                | Club                       | Division              | M.          | B.          | P.d.        | M.              | B.              | P.d.            | M.                | B.                | P.d.              | Comp.                          | M.                             | B.                             | P.d.                           | Comp.               | M.                  | B.                  | P.d.                | M.    | B.    | P.d.  |
| 2013-2014             | Girondins de Bordeaux rés. | CFA                   | 1           | 0           | 0           | -               | -               | -               | -                 | -                 | -                 | -                              | -                              | -                              | -                              | -                   | -                   | -                   | -                   | 1     | 0     | 0     |
| 2014-2015             | Girondins de Bordeaux rés. | CFA                   | 14          | 3           | 0           | -               | -               | -               | -                 | -                 | -                 | -                              | -                              | -                              | -                              | -                   | -                   | -                   | -                   | 14    | 3     | 0     |
| 2015-2016             | Girondins de Bordeaux rés. | CFA                   | 6           | 0           | 0           | -               | -               | -               | -                 | -                 | -                 | -                              | -                              | -                              | -                              | -                   | -                   | -                   | -                   | 6     | 0     | 0     |
| Sous-total            | Sous-total                 | Sous-total            | 21          | 3           | 0           | -               | -               | -               | -                 | -                 | -                 | -                              | -                              | -                              | -                              | -                   | -                   | -                   | -                   | 21    | 3     | 0     |
| 2015-2016             | Girondins de Bordeaux      | Ligue 1               | 23          | 5           | 2           | 2               | 0               | 0               | 3                 | 1                 | 0                 | C3                             | 2                              | 0                              | 0                              | -                   | -                   | -                   | -                   | 30    | 6     | 2     |
| 2016-2017             | Girondins de Bordeaux      | Ligue 1               | 26          | 3           | 2           | 2               | 0               | 1               | 2                 | 1                 | 0                 | -                              | -                              | -                              | -                              | -                   | -                   | -                   | -                   | 30    | 4     | 3     |
| Sous-total            | Sous-total                 | Sous-total            | 49          | 8           | 4           | 4               | 0               | 1               | 5                 | 2                 | 0                 | -                              | 2                              | 0                              | 0                              | -                   | -                   | -                   | -                   | 60    | 10    | 5     |
| 2017-2018             | SSC Naples                 | Serie A               | 7           | 0           | 0           | 2               | 0               | 0               | -                 | -                 | -                 | C1+C3                          | 3+1                            | 0+1                            | 0                              | -                   | -                   | -                   | -                   | 13    | 1     | 0     |
| 2018-2019             | SSC Naples                 | Serie A               | 18          | 3           | 0           | 2               | 0               | 0               | -                 | -                 | -                 | C1+C3                          | 2+4                            | 0+1                            | 0+1                            | -                   | -                   | -                   | -                   | 26    | 4     | 1     |
| 2021-2022             | SSC Naples                 | Serie A               | 15          | 0           | 0           | -               | -               | -               | -                 | -                 | -                 | C3                             | 6                              | 2                              | 0                              | -                   | -                   | -                   | -                   | 21    | 2     | 0     |
| 2022-2023             | SSC Naples                 | Serie A               | 2           | 0           | 0           | -               | -               | -               | -                 | -                 | -                 | C1                             | -                              | -                              | -                              | -                   | -                   | -                   | -                   | 2     | 0     | 0     |
| Sous-total            | Sous-total                 | Sous-total            | 42          | 3           | 0           | 4               | 0               | 0               | -                 | -                 | -                 | -                              | 16                             | 4                              | 1                              | -                   | -                   | -                   | -                   | 62    | 7     | 1     |
| 2019-2020             | OGC Nice (prêt)            | Ligue 1               | 16          | 2           | 4           | 3               | 2               | 1               | -                 | -                 | -                 | -                              | -                              | -                              | -                              | -                   | -                   | -                   | -                   | 19    | 4     | 5     |
| 2020-2021             | Cagliari Calcio (prêt)     | Serie A               | 7           | 0           | 0           | 3               | 0               | 1               | -                 | -                 | -                 | -                              | -                              | -                              | -                              | -                   | -                   | -                   | -                   | 10    | 0     | 1     |
| 2020-2021             | FC Crotone (prêt)          | Serie A               | 15          | 4           | 3           | -               | -               | -               | -                 | -                 | -                 | -                              | -                              | -                              | -                              | -                   | -                   | -                   | -                   | 15    | 4     | 3     |
| Sous-total            | Sous-total                 | Sous-total            | 38          | 6           | 7           | 6               | 2               | 2               | -                 | -                 | -                 | -                              | -                              | -                              | -                              | -                   | -                   | -                   | -                   | 44    | 8     | 9     |
| 2022-2023             | Lille OSC                  | Ligue 1               | 21          | 1           | 1           | 1               | 0               | 1               | -                 | -                 | -                 | -                              | -                              | -                              | -                              | -                   | -                   | -                   | -                   | 22    | 1     | 2     |
| 2023-2024             | Lille OSC                  | Ligue 1               | 17          | 1           | 0           | 1               | 0               | 0               | -                 | -                 | -                 | C4                             | 4                              | 0                              | 0                              | -                   | -                   | -                   | -                   | 22    | 1     | 0     |
| Sous-total            | Sous-total                 | Sous-total            | 38          | 2           | 1           | 2               | 0               | 1               | -                 | -                 | -                 | -                              | 4                              | 0                              | 0                              | -                   | -                   | -                   | -                   | 44    | 2     | 2     |
| 2024-2025             | Al Sadd SC                 | Qatar Stars League    | -           | -           | -           | -               | -               | -               | -                 | -                 | -                 | ACL                            | 5                              | 1                              | 0                              | SQE                 | 1                   | 0                   | 0                   | 6     | 1     | 0     |
| Total sur la carrière | Total sur la carrière      | Total sur la carrière | 188         | 22          | 12          | 16              | 2               | 4               | 5                 | 2                 | 0                 | -                              | 27                             | 5                              | 1                              | -                   | 1                   | 0                   | 0                   | 237   | 31    | 17    |

### En sélection nationale
| Saison                | Sélection             | Phases finales        | Phases finales | Phases finales | Phases finales | Éliminatoires CDM | Éliminatoires CDM | Éliminatoires CDM | Éliminatoires CAN | Éliminatoires CAN | Éliminatoires CAN | Matchs amicaux | Matchs amicaux | Matchs amicaux | Total | Total | Total |
| Saison                | Sélection             | Compétition           | M              | B              | Pd             | M                 | B                 | Pd                | M                 | B                 | Pd                | M              | B              | Pd             | M     | B     | Pd    |
| --------------------- | --------------------- | --------------------- | -------------- | -------------- | -------------- | ----------------- | ----------------- | ----------------- | ----------------- | ----------------- | ----------------- | -------------- | -------------- | -------------- | ----- | ----- | ----- |
| 2017-2018             | Algérie               | -                     | -              | -              | -              | 1                 | 0                 | 0                 | -                 | -                 | -                 | -              | -              | -              | 1     | 0     | 0     |
| 2018-2019             | Algérie               | CAN 2019              | 3              | 3              | 1              | -                 | -                 | -                 | 3                 | 0                 | 0                 | 2              | 0              | 0              | 8     | 3     | 1     |
| 2020-2021             | Algérie               | -                     | -              | -              | -              | -                 | -                 | -                 | 2                 | 0                 | 0                 | 3              | 1              | 0              | 5     | 1     | 0     |
| 2021-2022             | Algérie               | -                     | -              | -              | -              | 1                 | 0                 | 0                 | 2                 | 0                 | 0                 | 2              | 1              | 0              | 5     | 1     | 0     |
| 2022-2023             | Algérie               | -                     | -              | -              | -              | -                 | -                 | -                 | -                 | -                 | -                 | 2              | 0              | 0              | 2     | 0     | 0     |
| 2023-2024             | Algérie               | CAN 2023              | 3              | 0              | 1              | 2                 | 0                 | 1                 | -                 | -                 | -                 | 2              | 0              | 2              | 7     | 0     | 4     |
| Total sur la carrière | Total sur la carrière | Total sur la carrière | 6              | 3              | 2              | 4                 | 0                 | 1                 | 7                 | 0                 | 0                 | 11             | 2              | 2              | 28    | 5     | 5     |

### Matchs internationaux
Le tableau suivant liste les rencontres de l'équipe d'Algérie dans lesquelles Adam Ounas a été sélectionné, depuis le 5 septembre 2017 jusqu'à présent :

## Palmarès

### En club
| SSC Naples (1)                                                   | Al-Sadd SC                                     |
| ---------------------------------------------------------------- | ---------------------------------------------- |
| - Serie A (1) : - Champion : 2023 - Vice-champion : 2018 et 2019 | - Supercoupe du Qatar-EAU : - Finaliste : 2025 |

### En sélection nationale
Avec la sélection algérienne, Adam Ounas remporte la Coupe d'Afrique des nations de football 2019.
| Algérie (1)                                           |
| ----------------------------------------------------- |
| - Coupe d'Afrique des nations (1) - Vainqueur en 2019 |

## Distinctions personnelles
- Plus beau but de la saison à l'OGC Nice 2019-2020[27].
- Élu meilleur joueur du mois du LOSC Lille en  septembre 2022 [28]

## Décorations
- Achir de l'ordre du Mérite national d'Algérie.